# Nespelem (Washington)
Nespelem ist eine Kleinstadt (Town) im Okanogan County im US-Bundesstaat Washington. Das U.S. Census Bureau hat bei der Volkszählung 2020 eine Einwohnerzahl von 180 ermittelt. Die Stadt liegt in der Colville Indian Reservation. Der Name Nespelem leitet sich vom örtlich gebrauchten indianischen Begriff für „große ebene Wiese“ ab.

## Geschichte
Nespelem wurde offiziell als Stadt am 15. April 1935 anerkannt. Nespelem ist der Ort eines historischen Friedhofs der Nez Percé. Unter den hier begrabenen befindet sich auch Chief Joseph. Nespelem wurde vom Führer der Yakama, Chief Kamiakin, gegründet.

## Geographie
Nespelem liegt am Nespelem River. Nach dem United States Census Bureau nimmt die Stadt eine Gesamtfläche von 0,49 km² ein, worunter keine Wasserflächen sind.

### Klima
Die Klima-Region, in der Nespelem liegt, hat typischerweise große saisonale Temperaturunterschiede mit warmen bis heißen (und oft feuchten) Sommern und kalten (teilweise extrem kalten) Wintern. Nach der Klimaklassifikation nach Köppen und Geiger handelt es sich um ein feuchtes Kontinentalklima (abgekürzt „Dsb“).
|                        | Jan    | Feb    | Mär    | Apr    | Mai   | Jun   | Jul   | Aug   | Sep   | Okt    | Nov    | Dez    |   |        |
| Mittl. Temperatur (°C) | −5,06  | −1,36  | 3,89   | 8,64   | 12,92 | 16,83 | 20,44 | 19,86 | 15,00 | 8,94   | 1,69   | −2,69  | ⌀ | 8,3    |
| Mittl. Tagesmax. (°C)  | 15,56  | 18,89  | 26,11  | 33,89  | 36,11 | 38,33 | 41,67 | 43,33 | 38,89 | 31,11  | 21,11  | 14,44  | ⌀ | 30     |
| Mittl. Tagesmin. (°C)  | −36,11 | −34,44 | −22,22 | −24,44 | −8,33 | −2,22 | −1,11 | −1,67 | −8,33 | −14,44 | −27,78 | −30,56 | ⌀ | −17,5  |
|                        |        |        |        |        |       |       |       |       |       |        |        |        |   |        |
| Niederschlag (mm)      | 33,78  | 28,45  | 24,64  | 25,91  | 29,46 | 28,96 | 13,21 | 14,73 | 19,56 | 25,15  | 43,94  | 42,67  | Σ | 330,46 |
|                        |        |        |        |        |       |       |       |       |       |        |        |        |   |        |
| Regentage (d)          | 9      | 7      | 6      | 6      | 7     | 6     | 3     | 3     | 5     | 6      | 9      | 9      | Σ | 76     |

| −36,11 |

| −34,44 |

| −22,22 |

| −24,44 |

| −8,33 |

| −2,22 |

| −1,11 |

| −1,67 |

| −8,33 |

| −14,44 |

| −27,78 |

| −30,56 |

| −36,11 |

| −34,44 |

| −22,22 |

| −24,44 |

| −8,33 |

| −2,22 |

| −1,11 |

| −1,67 |

| −8,33 |

| −14,44 |

| −27,78 |

| −30,56 |

## Demographie
| Jahr | Einwohner¹ |
| ---- | ---------- |
| 1940 | 300        |
| 1950 | 425        |
| 1960 | 358        |
| 1970 | 323        |
| 1980 | 284        |
| 1990 | 187        |
| 2000 | 212        |
| 2010 | 236        |
| 2020 | 180        |

¹ 1870–2020: Volkszählungsergebnisse

### Census 2000
Nach der Volkszählung von 2000 gab es in Nespelem 212 Einwohner, 71 Haushalte und 48 Familien. Die Bevölkerungsdichte betrug 430,8 pro km². Es gab 84 Wohneinheiten bei einer mittleren Dichte von 170,7 pro km².
Die Bevölkerung bestand zu 13,68 % aus Weißen, zu 82,08 % aus Indianern, zu 0,47 % aus Asiaten, zu 0,47 % aus Pazifik-Insulanern, zu 1,42 % aus anderen „Rassen“ und zu 1,89 % aus zwei oder mehr „Rassen“. Hispanics oder Latinos „jeglicher Rasse“ bildeten 3,3 % der Bevölkerung.
Von den 71 Haushalten beherbergten 35,2 % Kinder unter 18 Jahren, 35,2 % wurden von zusammen lebenden verheirateten Paaren, 22,5 % von alleinerziehenden Müttern geführt; 31 % waren Nicht-Familien. 23,9 % der Haushalte waren Singles und 9,9 % waren alleinstehende über 65-jährige Personen. Die durchschnittliche Haushaltsgröße betrug 2,99 und die durchschnittliche Familiengröße 3,57 Personen.
Der Median des Alters in der Stadt betrug 28 Jahre. 32,5 % der Einwohner waren unter 18, 13,2 % zwischen 18 und 24, 17,5 % zwischen 25 und 44, 29,2 % zwischen 45 und 64 und 7,5 65 Jahre oder älter. Auf 100 Frauen kamen 105,8 Männer, bei den über 18-Jährigen waren es 120 Männer auf 100 Frauen.
Alle Angaben zum mittleren Einkommen beziehen sich auf den Median. Das mittlere Haushaltseinkommen betrug 30.000 US$, in den Familien waren es 27.500 US$. Männer hatten ein mittleres Einkommen von 43.250 US$ gegenüber 27.500 US$ bei Frauen. Das Pro-Kopf-Einkommen betrug 12.836 US$. Etwa 15,9 % der Familien und 16,9 % der Gesamtbevölkerung lebte unterhalb der Armutsgrenze; das betraf 28,3 % der unter 18-Jährigen und 4,8 % der über 65-Jährigen.

### Census 2010
Nach der Volkszählung von 2010 gab es in Nespelem 236 Einwohner, 75 Haushalte und 53 Familien. Die Bevölkerungsdichte betrug 479,6 pro km². Es gab 77 Wohneinheiten bei einer mittleren Dichte von 156,5 pro km².
Die Bevölkerung bestand zu 10,6 % aus Weißen, zu 0,4 % aus Afroamerikanern, zu 80,1 % aus Indianern, zu 0,4 % aus Asiaten, zu 1,3 % aus anderen „Rassen“ und zu 7,2 % aus zwei oder mehr „Rassen“. Hispanics oder Latinos „jeglicher Rasse“ bildeten 6,8 % der Bevölkerung.
Von den 75 Haushalten beherbergten 42,7 % Kinder unter 18 Jahren, 24 % wurden von zusammen lebenden verheirateten Paaren, 29,3 % von alleinerziehenden Müttern und 17,3 % von alleinstehenden Vätern geführt; 29,3 % waren Nicht-Familien. 17,3 % der Haushalte waren Singles und 6,7 % waren alleinstehende über 65-jährige Personen. Die durchschnittliche Haushaltsgröße betrug 3,15 und die durchschnittliche Familiengröße 3,55 Personen.
Der Median des Alters in der Stadt betrug 30 Jahre. 29,2 % der Einwohner waren unter 18, 15,7 % zwischen 18 und 24, 24,6 % zwischen 25 und 44, 21,6 % zwischen 45 und 64 und 8,9 65 Jahre oder älter. Von den Einwohnern waren 52,5 % Männer und 47,5 % Frauen.